# パーマー (マサチューセッツ州)
パーマー（英: Palmer）は、アメリカ合衆国マサチューセッツ州のハンプデン郡にある都市。スプリングフィールド都市圏に含まれる。人口は1万2140人（2010年）。2004年に自治憲章を採択し、市政委員会・マネジャー方式の政府形態を採っている。市の形態の政府を申請し認証されながら、その公式名には「町」を残すことを望む、マサチューセッツ州内14自治体の1つである。
パーマー市の中にはボンズビル、ソーンダイク、デポビレッジ、スリーリバーズの小区分（ビレッジ）がある。

## 歴史
パーマーは4つの別々に特徴あるビレッジで構成されている。デポビレッジは通常単純に「パーマー」と呼ばれ（建築家ヘンリー・ホブソン・リチャードソンが設計した鉄道駅である華美なユニオン駅（デポ）にちなんで名付けられた）、その他ソーンダイク、スリーリバーズ、ボンズビルである。これらビレッジは18世紀にそれぞれ特徴ある性格を発展させ始め、19世紀までに人口増加を反映して2本の鉄道と1本のトロリーが開通した。今日各ビレッジは独自の郵便局と消防署を持っている。
パーマー初の入植者はジョン・キングであり、当時パーマー・インダストリーズを代表していた。キングはイングランドのサフォークにあるエドワードストーンで生まれ、1716年、クァボーグ川の岸に自分の家を建てた。スコットランド・アイルランド系長老派教会員の大集団が追従し、1727年に到着した。1775年、マサチューセッツ邦は公式にパーマーを法人化した。パーマーの名称は裁判所長官のパーマーから採られた。
デポビレッジは19世紀後半にパーマーの商業と事業の中心となり、今日まで続いている。パーマーの工業はボンズビルで発展した。18世紀、製材所と製粉所が川傍に設立され、1825年までに毛織物工場が繊維を生産し始めた。ブランチャード・サイス・ファクトリー、ライト・ワイアー・ウールン・ミルズ、ホールデン・フラー・ウールン・ミルズが主要工場となり、大量の労働者用住宅を建設した。1900年までにボストンダック（綿布を生産した）が町で500人以上を雇用していた。20世紀には移民の出身地をそれまでのフランスやスコットランドから主にポーランドやフランス系カナダ人に変えていった。

## 消防地区と上水地区
パーマーの町はマサチューセッツ州の多くの町の様に上水供給部門を持っていない。その代わりに、パーマー（デポビレッジ）、ボンズビル、スリーリバーズがそれぞれに独自の上水部と消防部を持っている。各消防部には他の町と同じような消防署長がいる。ソーンダイクは独自の消防部も上水部も持たず、その代わりにパーマーと契約している。ソーンダイクの消防部は第二次世界大戦の後に解隊された。

## 地理
アメリカ合衆国国勢調査局に拠れば、市域全面積は32.0平方マイル (82.9 km2)であり、このうち陸地31.5平方マイル (81.7 km2)、水域は0.5平方マイル (1.3 km2)で水域率は1.53%である。パーマーの南西にはルドローとウィルブラハムの各町、北西はベルチャータウン町、北東はウェア町、東はウォーレン町、南東はブリムフィールド町、南はモンソン町に接している。

## 人口動態
以下は2000年国勢調査による人口統計データである。
| 基礎データ - 人口: 12,497 人 - 世帯数: 5,078 世帯 - 家族数: 3,331 家族 - 人口密度: 153.0人/km2（396.3 人/mi2） - 住居数: 5,402 軒 - 住居密度: 66.2軒/km2（171.3 軒/mi2） 人種別人口構成 - 白人: 96.82% - アフリカン・アメリカン: 0.75% - ネイティブ・アメリカン: 0.23% - アジア人: 0.56% - その他の人種: 0.44% - 混血: 1.19% - ヒスパニック・ラテン系: 1.23% 年齢別人口構成 - 18歳未満: 25.2% - 18-24歳: 6.8% - 25-44歳: 30.5% - 45-64歳: 22.0% - 65歳以上: 15.5% - 年齢の中央値: 38歳 - 性比（女性100人あたり男性の人口） - 総人口: 93.5 - 18歳以上: 88.9 | 世帯と家族（対世帯数） - 18歳未満の子供がいる: 31.6% - 結婚・同居している夫婦: 48.5% - 未婚・離婚・死別女性が世帯主: 12.3% - 非家族世帯: 34.4% - 単身世帯: 28.7% - 65歳以上の老人1人暮らし: 13.0% - 平均構成人数 - 世帯: 2.45人 - 家族: 3.01人 収入と家計 - 収入の中央値 - 世帯: 41,443米ドル - 家族: 49,358米ドル - 性別 - 男性: 35,748米ドル - 女性: 26,256米ドル - 人口1人あたり収入: 18,664米ドル - 貧困線以下 - 対人口: 7.9% - 対家族数: 5.8% - 18歳未満: 10.3% - 65歳以上: 9.8% |

## 経済

### 将来の開発
スポーツカー・クラブ・オブ・アメリカのニューイングランド支部がパーマー市と町の近くに新しいロードコースを建設することで合意に達した。そのパーマー・モータースポーツ・パークは、カリフォルニア州のバトンウィロウ・レイスウェイ・パークと類似したやり方で運営され、ニューイングランド支部が結成した有限責任会社に所有され運営される。ニューイングランド支部が現在使用しているニューハンプシャー・モーター・スピードウェイとコネチカット州のライム・ロック・パークの2つのトラックと同様に、支部が「旗艦」レイストラックを所有し、大いにNASCARに使われることを保証するものである。パーマーへの恩恵としては、年間資産税5万ドル、地元ガソリンスタンド、レストラン、モーテル、小売店などの売り上げ増である。パーマー・モータースポーツ・パークは2014年末の完成が目されている。
クァボーグヒル商工会議所はパーマーに本部があり、200社以上の会員に政治、社会、経済問題に関わる声を提供することでクァボーグ・バレー地域での事業と社会の発展を提唱するものである。

## 芸術と文化
キャンプ・ラマー・イン・ニューイングランドがパーマー市内にある。

## 教育
パーマー市には4つの学校がある。旧ミルポンド小学校は幼稚園生から4年生、コンバース中学校は5年生から7年生、パーマー高校は8年生から12年生を教えている。パスファインダー地域職業訓練高校も市内にあり、9年生から12年生を教えている。

## インフラ

### 鉄道

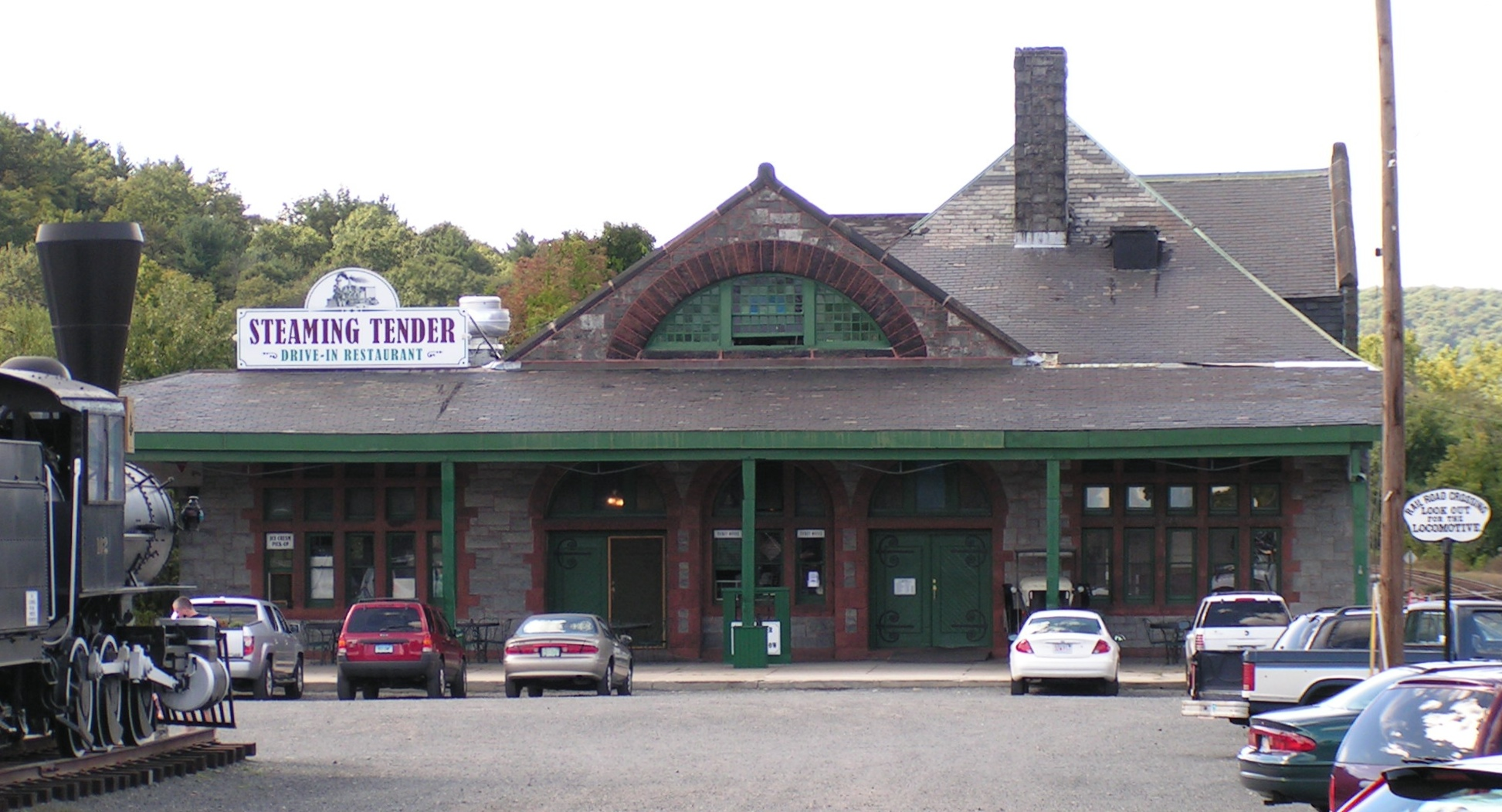
パーマー・ユニオン駅

パーマーは「7つの鉄道の町」と呼ばれてきた。その鉄道とは、ボストン・アンド・オールバニ鉄道、セントラル・バーモント鉄道、ボストン・アンド・メイン鉄道、ウェア川鉄道、セントラル・マサチューセッツ鉄道、ハンプデン鉄道、サザン・ニューイングランド鉄道である。
現在、旧ボストン・アンド・オールバニ鉄道の路線をCSXトランスポーテーションが所有し、旧セントラル・バーモント鉄道の路線はニューイングランド・セントラル鉄道が所有している。マサチューセッツ・セントラル鉄道は市内で2本の道路と交差している。アムトラックの旅客列車「レイクショア・リミテッド」と「バーモンター」がパーマーを通過するが、停車駅は無い。
パーマー・ユニオン駅には現在、スティーミング・テンダー・レストランが入っている。